# Meliturgula insularis
Meliturgula insularis är en biart som beskrevs av Raymond Benoist 1962. Meliturgula insularis ingår i släktet Meliturgula och familjen grävbin. Inga underarter finns listade i Catalogue of Life.